# هرم اللوفر
هرم اللوفر أو (بيراميد اللوفر) هو هرم زجاجي من هيكل معدني، يحيط به ثلاثة أهرامات أصغر، يقع في الباحة الرئيسية (كور نابليون) من قصر اللوفر [الإنجليزية] في باريس. الهرم الكبير هو بمثابة المدخل الرئيسي لمتحف اللوفر. تم الانتهاء من إنشاءه في عام 1989 وأصبح معلماً لمدينة باريس.

## التصميم والبناء
صمم المهندس المعماري آي إم بي (المسؤول عن تصميم متحف ميهو في اليابان، وبرج البنك الملكي (بلاس فيل ماري) في مونتريال، والمعرض الوطني للفنون في واشنطن العاصمة وغيرها) هيكل الهرم عام 1984 بتكليف من الرئيس الفرنسي فرانسوا ميتران. وصل ارتفاع الهيكل الذي شيد داخلياً بشرائح الزجاج إلى 20.6 متر (حوالي 70 قدما) وكانت قاعدته مربعة وواجهته 35 مترا (115 قدم). ويتكون من 603 معين و70 قطعة زجاجية على شكل شرائح.

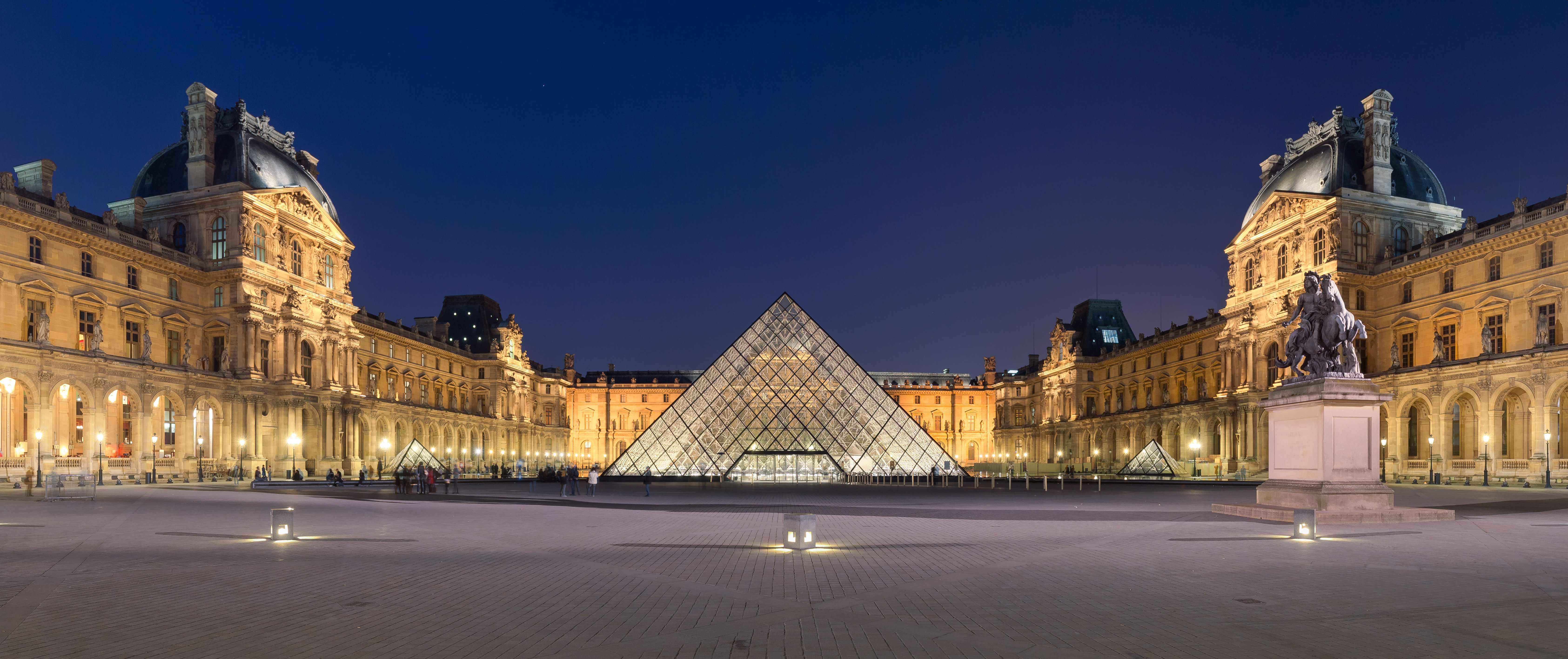
الأهرامات الزجاجية الكبيرة كما تشاهد في الليل